# Colby (Kansas)
Colby is een plaats (city) in de Amerikaanse staat Kansas, en valt bestuurlijk gezien onder Thomas County.

## Demografie
Bij de volkstelling in 2000 werd het aantal inwoners vastgesteld op 5450.
In 2006 is het aantal inwoners door het United States Census Bureau geschat op 4922, een daling van 528 (-9,7%).

## Geografie
Volgens het United States Census Bureau beslaat de plaats een oppervlakte van
8,6 km², geheel bestaande uit land. Colby ligt op ongeveer 962 m boven zeeniveau.

## Plaatsen in de nabije omgeving
De onderstaande figuur toont nabijgelegen plaatsen in een straal van 36 km rond Colby.

## Personen geboren in Colby
De beroemde bariton Samuel Ramey werd geboren in deze plaats.